# Bullhead - La vincente ascesa di Jacky
Bullhead - La vincente ascesa di Jacky (Rundskop) è un film del 2011 scritto e diretto da Michaël R. Roskam.
È stato candidato nel 2012 all'Oscar al miglior film straniero.

## Trama
Un giovane allevatore limburghese viene avvicinato da un veterinario senza scrupoli che gli propone un affare losco con un noto commerciante di carne delle Fiandre dell’ovest...

## Premi e riconoscimenti
- 2011 – Sindacato belga della critica cinematografica
  - Miglior film a Michaël R. Roskam
- 2012 – Premio Magritte
  - Miglior film fiammingo
  - Migliore sceneggiatura originale o adattamento a Michaël R. Roskam
  - Migliore attore a Matthias Schoenaerts
  - Miglior montaggio a Alain Dessauvage
  - Candidatura a migliore colonna sonora a Raf Keunen
- 2012 – Premio Oscar
  - Candidatura come miglior film in lingua straniera